# 东华街道 (攀枝花市)
东华街道是中华人民共和国四川省攀枝花市东区下辖的一个街道办事处，2019年12月设立。

## 行政区划
东华街道下辖以下村级行政区划单位：
金汇社区、文华社区、龙珠社区、新源路社区、阳城社区、民建社区、学园路社区。